# آب‌سنجی
هیدرومتری یا آب‌سنجی علم اندازه‌گیری آب و مسائل مربوط به آن است.
به عبارت دیگر، هیدرومتری دانش بررسی مؤلفه‌های چرخه هیدرولوژیک، شامل بارش، ویژگی‌های آب زیرزمینی، همچنین کیفیت آب و ویژگی‌های جریان آب‌های سطحی است. ریشه این واژه به یونان باستان باز می‌گردد که به معنی اندازه گیری آب (hydor: آب و metron: اندازه‌گیری) می‌باشد.

## موارد مورد سنجش
1. تراز آب
2. دبی( جریان آب عبوری)
3. سرعت آب